# Jardin Georges-Duhamel
Le jardin Georges-Duhamel est un espace vert du 13e arrondissement de Paris, dans le quartier de la Gare.

## Situation et accès
Le site est accessible par la rue Jean-Anouilh ainsi que par le 5, rue Choderlos-de-Laclos.
Il est desservi à proximité par la ligne 14 à la station Bibliothèque François-Mitterrand.

## Historique
Le jardin est créé en 1998 par le paysagiste Paul Brichet au sein d'un ensemble d'immeubles construits par l'architecte Francis Soler lors du réaménagement de la ZAC Tolbiac. En raison de sa proximité avec la bibliothèque François-Mitterrand, il prend le nom de l'écrivain français Georges Duhamel (1884-1966), auteur notamment célèbre pour sa Chronique des Pasquier, qui naquit dans cet arrondissement, près de la place d'Italie.
Lors de la Nuit blanche 2012, le jardin a accueilli une installation d'art contemporain du plasticien français Sébastien Preschoux, nommée M-VS-M-NB-MMXII, composée de fils et de lumières.

## Équipements
Le jardin, qui descend en pente douce vers la Seine et le quai François-Mauriac, présente une importante pelouse centrale accessible qui s'étend sur 840 m2, entouré d'une pergola aux essences variées, d'érables, de bouleaux et un espace de jeux pour enfants sur 300 m2.

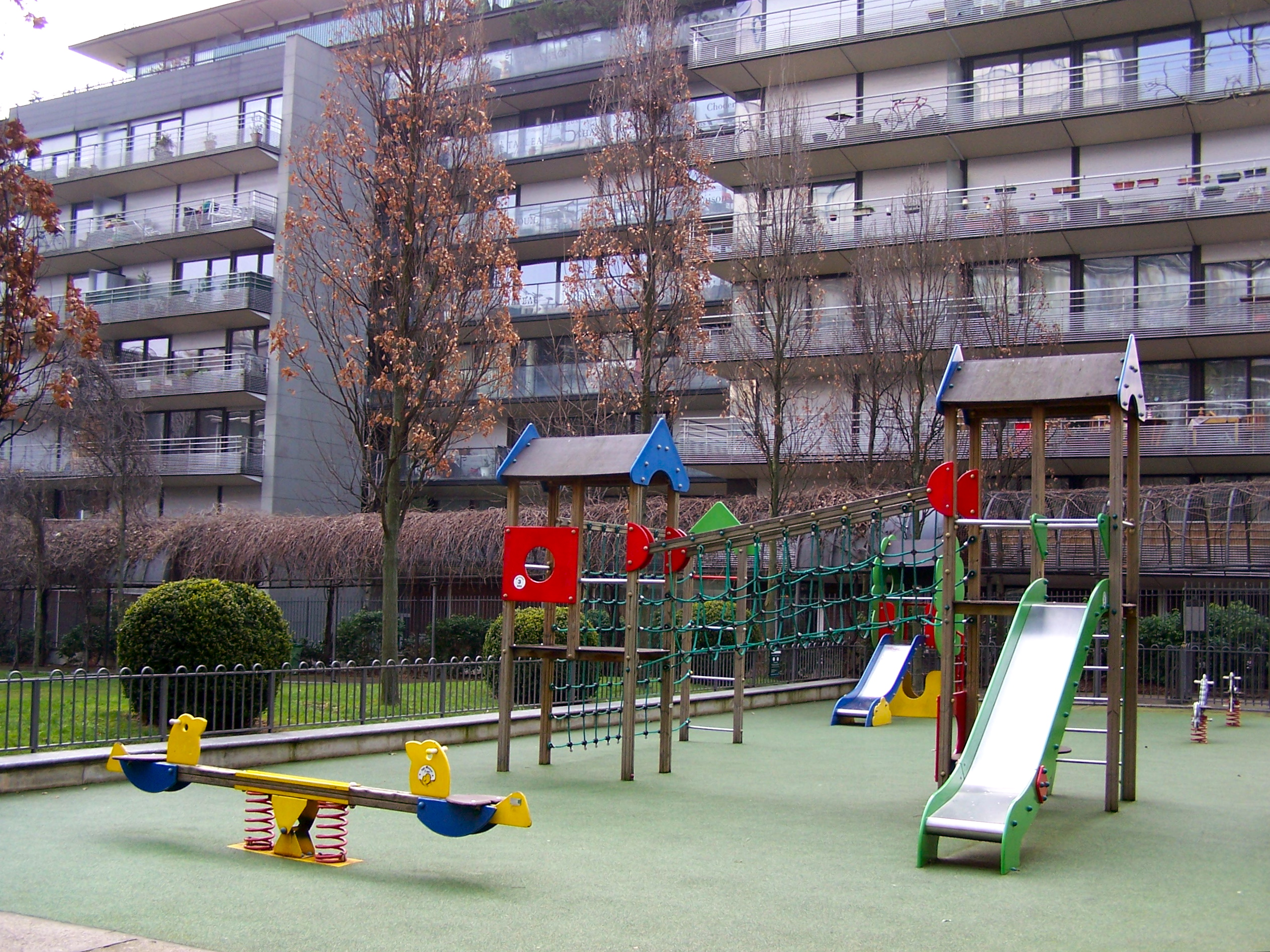
L'aire de jeux.
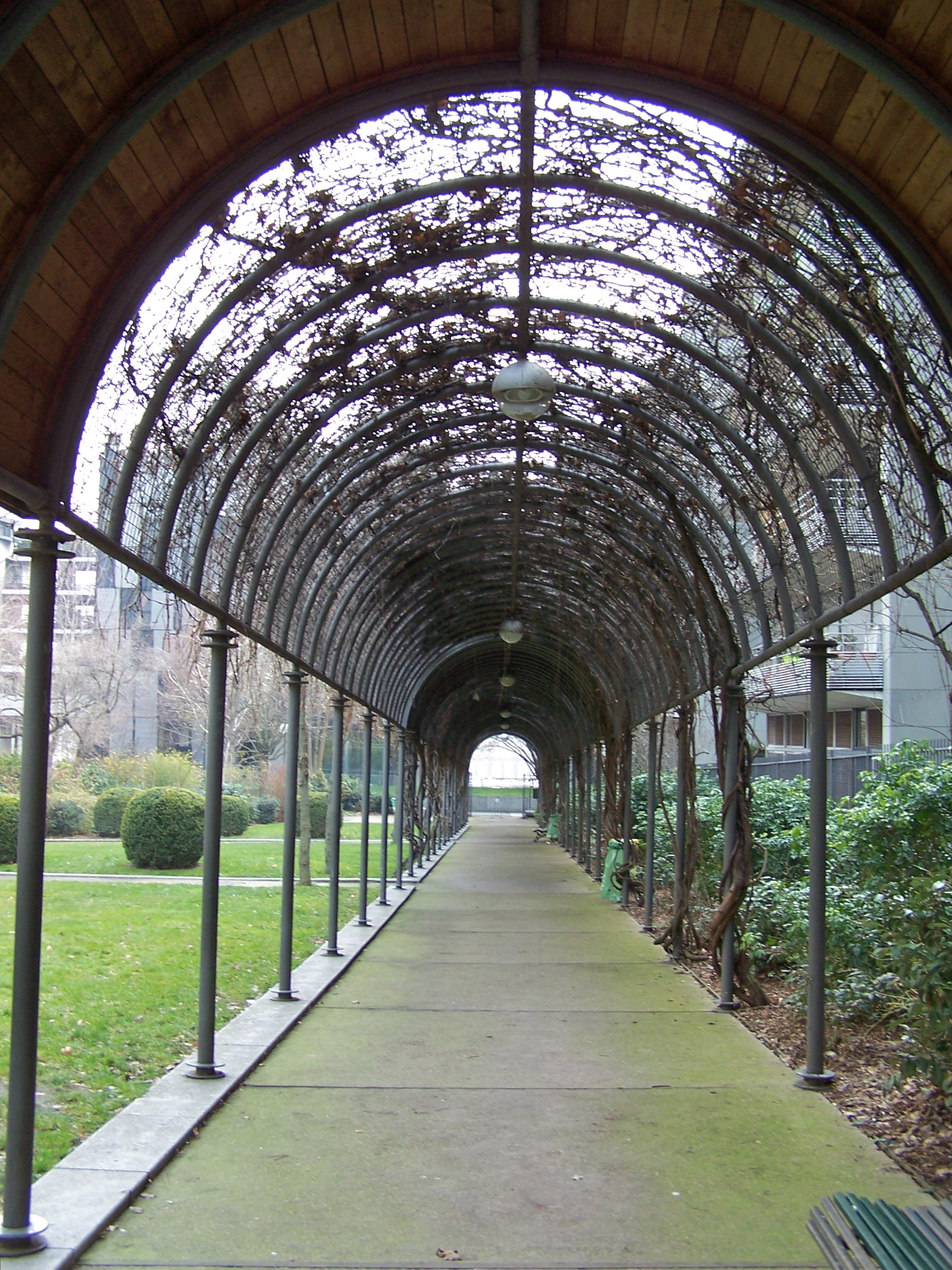
La pergola en hiver.